# Адама Ніан
Адама Ніан (фр. Adama Niane, нар. 16 червня 1993, Бамако) — малійський футболіст, нападник іранського клубу «Нассаджі Мазандаран».

## Клубна кар'єра
Народився 16 червня 1993 року в місті Бамако. Вихованець юнацької команди місцевого клубу «Єлен Олімпік», у головній команді якого дебютував в сезоні 2010/11, продемонструвавши виняткову результативність.
Юного нападника помітили скаути французького «Нанта», і вже 2011 року малієць продовжив займатися футболом в академії цього клубу, а  з наступного року — грати за його другу команду. Утім протягом чотирьох років, проведених у Нанті, гравець так й не зумів пробитися до його головної команди, провівши у її складі лише чотири гри.
Влітку 2016 року залишив «Нант» на правах вільного агента і знайшов варіант продовження кар'єри у Франції, уклавши контракт з друголіговим  «Труа». У новій команді зумів заявити про себе як про одного з найефективніших нападників Ліги 2, у першому ж сезоні в ній ставши з 23 голами найкращим бомбардиром турніру. Утім наступного сезону його результативність суттєво погіршилася і по його завершенні він перейшов до бельгійського «Шарлеруа». Спочатку був серед гравців його осноновного складу, але згодом програв конкуренцію за місце в основному складі і першу половину 2020 року провів в оренді в «Остенде».
У вересні 2020 року повернувся до французької Ліги 2, уклавши дворічну угоду із «Сошо».

## Виступи за збірні
Протягом 2013–2016 років залучався до складу молодіжної збірної Малі. На молодіжному рівні зіграв у 13 офіційних матчах, забив 6 голів.
2016 року дебютував в офіційних матчах у складі національної збірної Малі.
У складі збірної був учасником Кубка африканських націй 2019 року в Єгипті, утім лише як гравець резерву, тож на поле в іграх континентальної першості не виходив.

## Титули і досягнення
- Найкращий бомбардир Ліги 2: 2016/17 (23 голів)